# Mônaco nos Jogos Olímpicos de Inverno de 1994
Mônaco competiu nos Jogos Olímpicos de Inverno de 1994 em Lillehammer, Noruega.
Entre os atletas do país estava o Príncipe Albert, no evento do bobsleigh.